# لوکوموتیو سری ئی‌ام‌دی اس‌دی۷۰
لوکوموتیو سری ئی‌ام‌دی اس‌دی۷۰ (انگلیسی: EMD SD70 series) یک سری لوکوموتیو دیزلی ساخت شرکت الکترو-موتیو دیزل است.
این لوکوموتیوها که از سال ۱۹۹۲ تاکنون تولید می‌شود دارای ۱۶ سیلندر و براساس ریل استاندارد و ریل ۵ فوت و ۳ اینچ برای برزیل ساخته میشود.

## نگارخانه

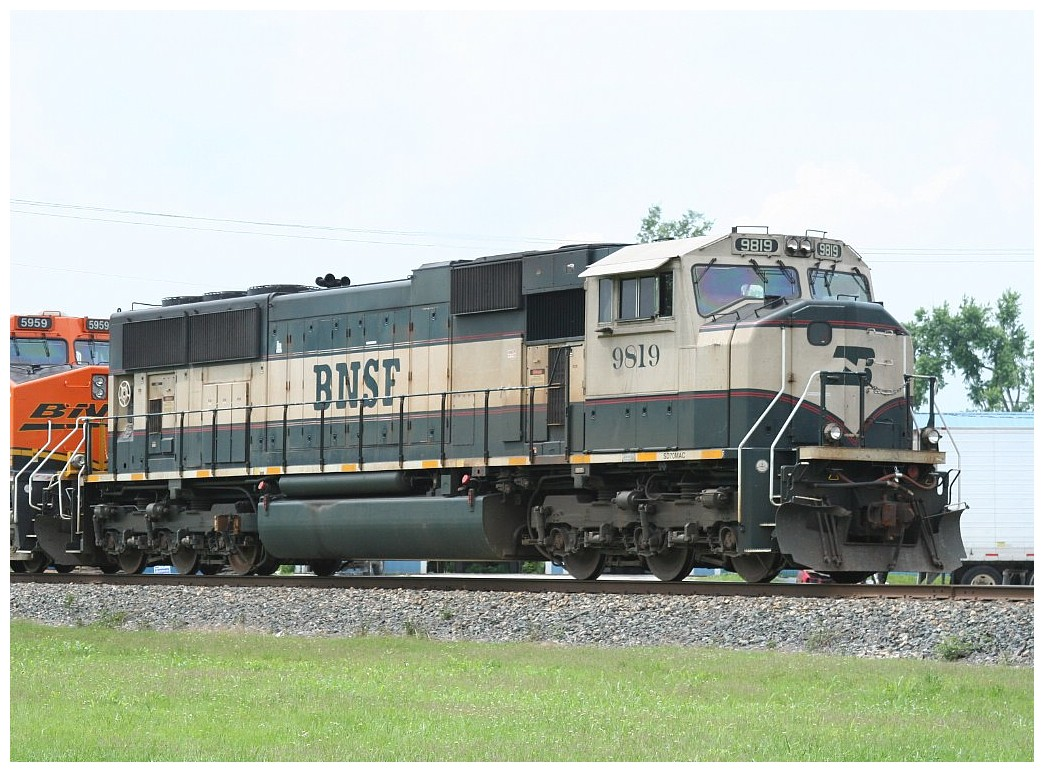
SD70MAC
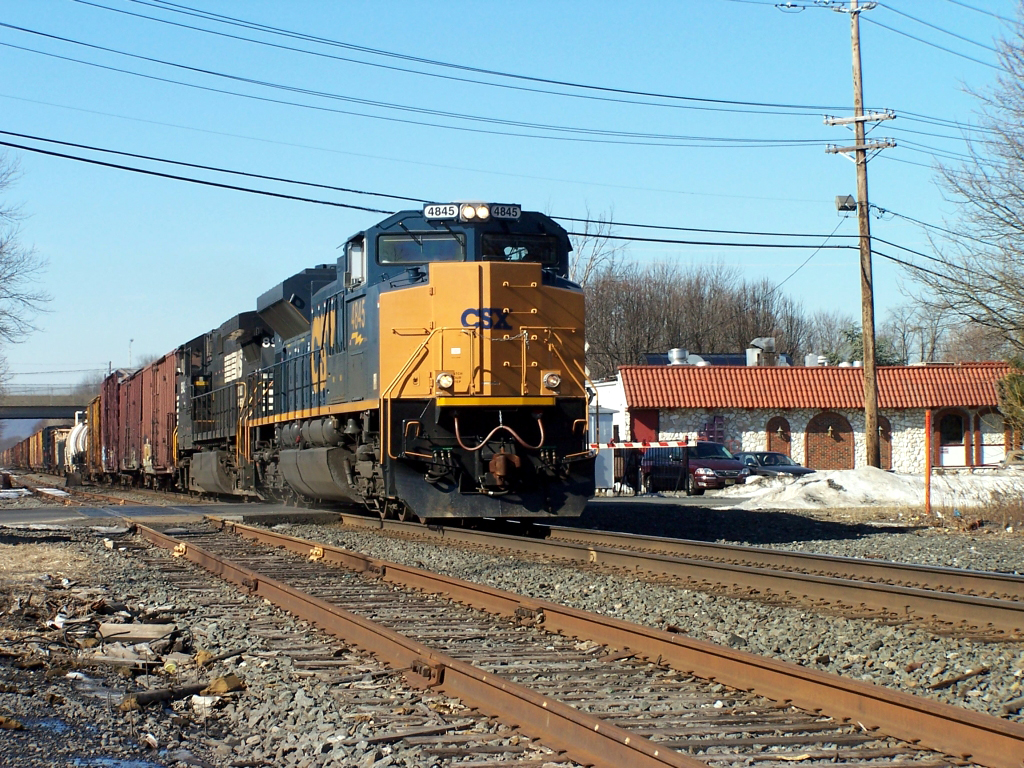
SD70ACe
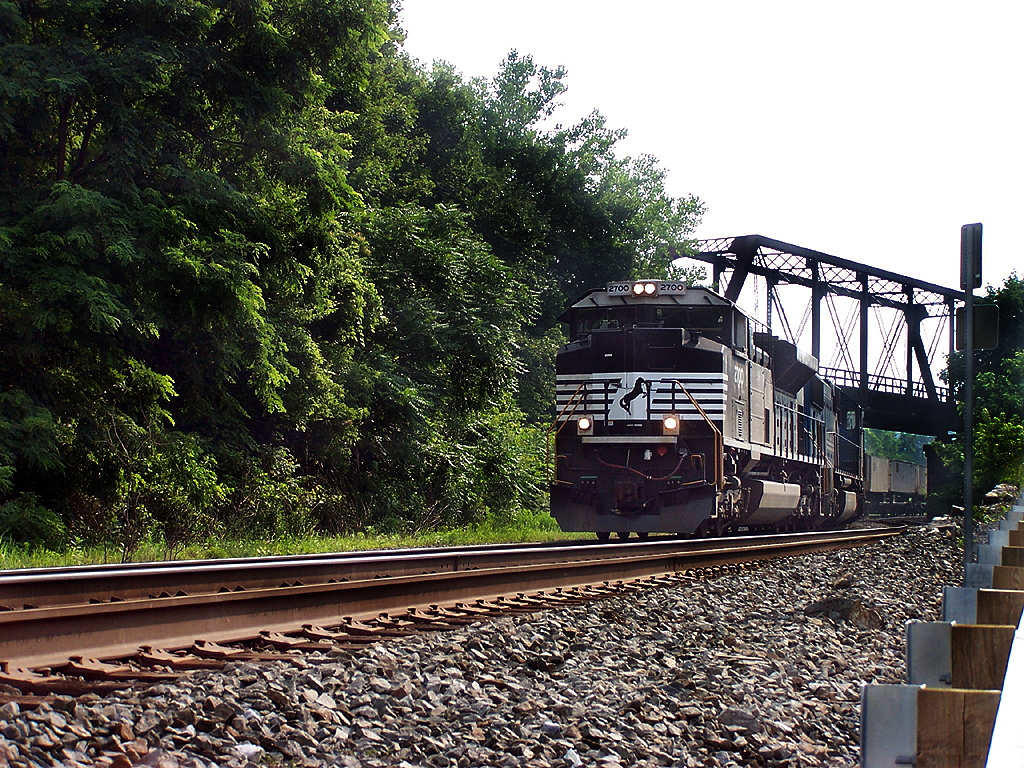
SD70M-2
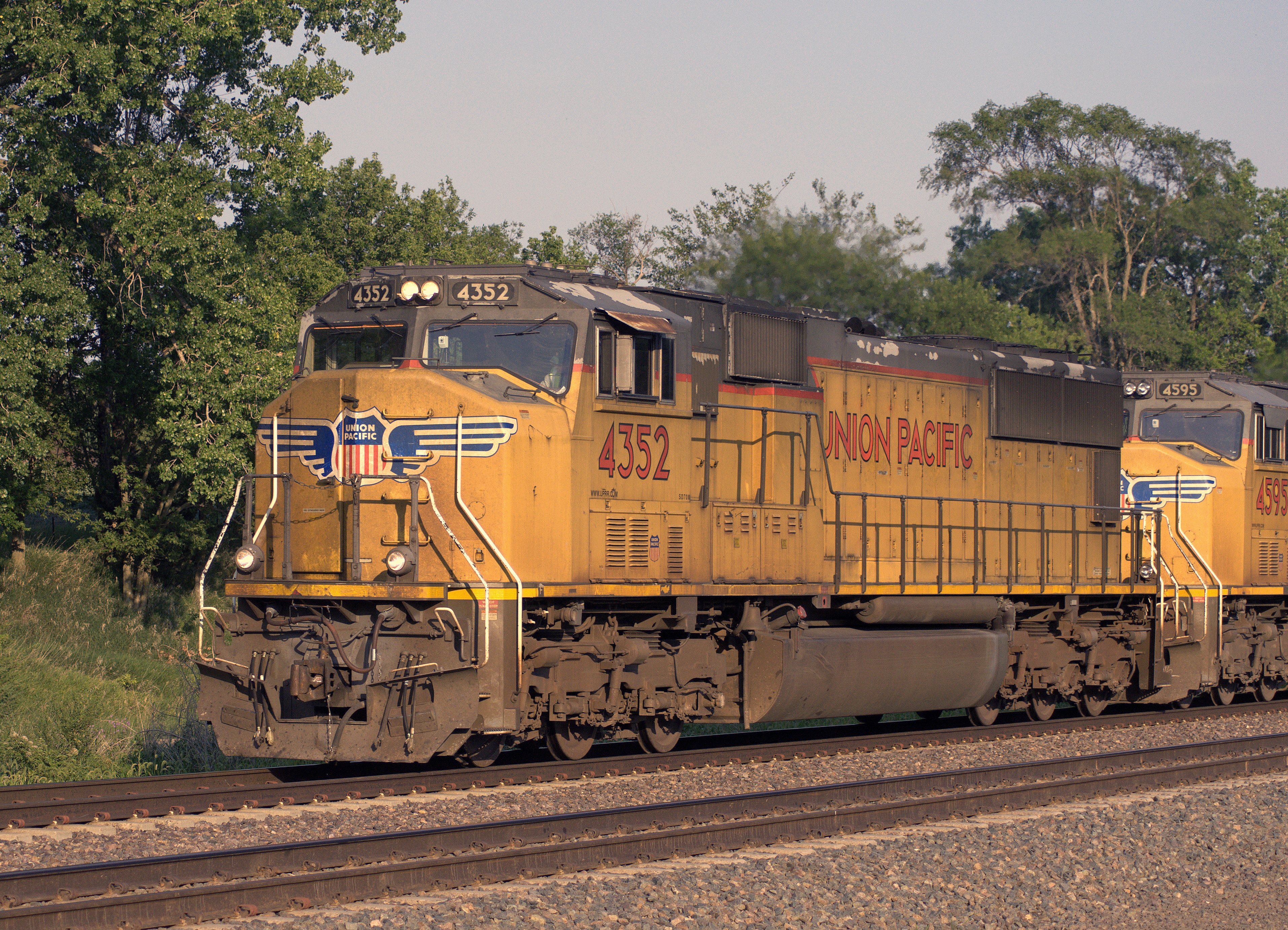
SD70M
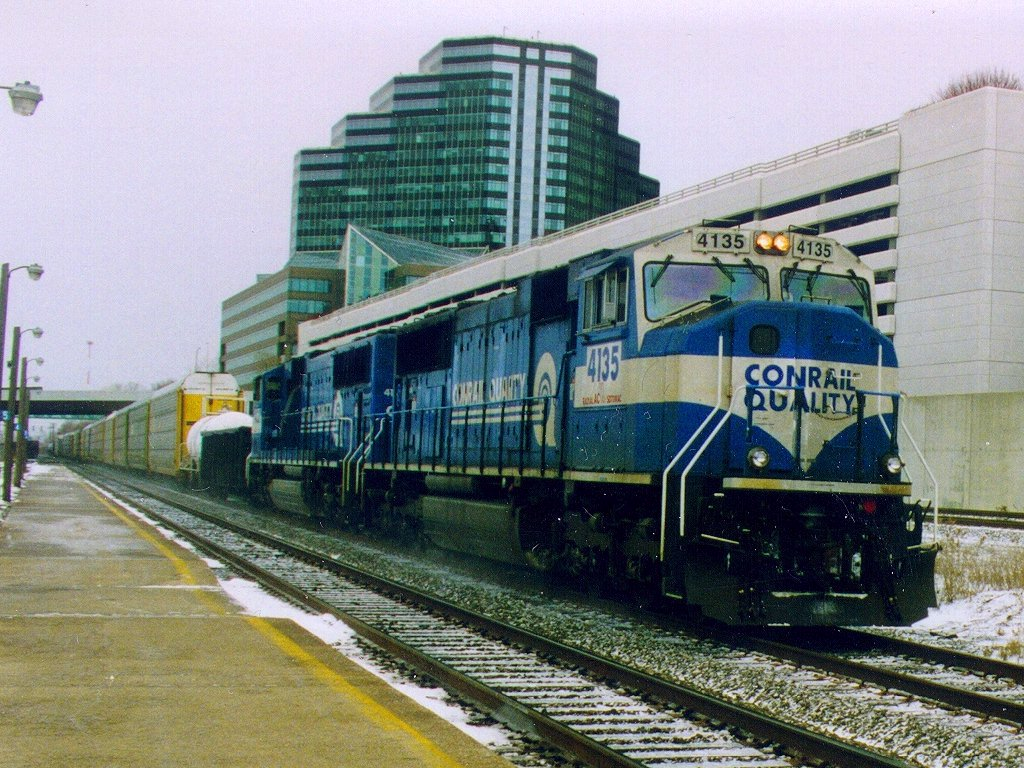
SD-70MAC
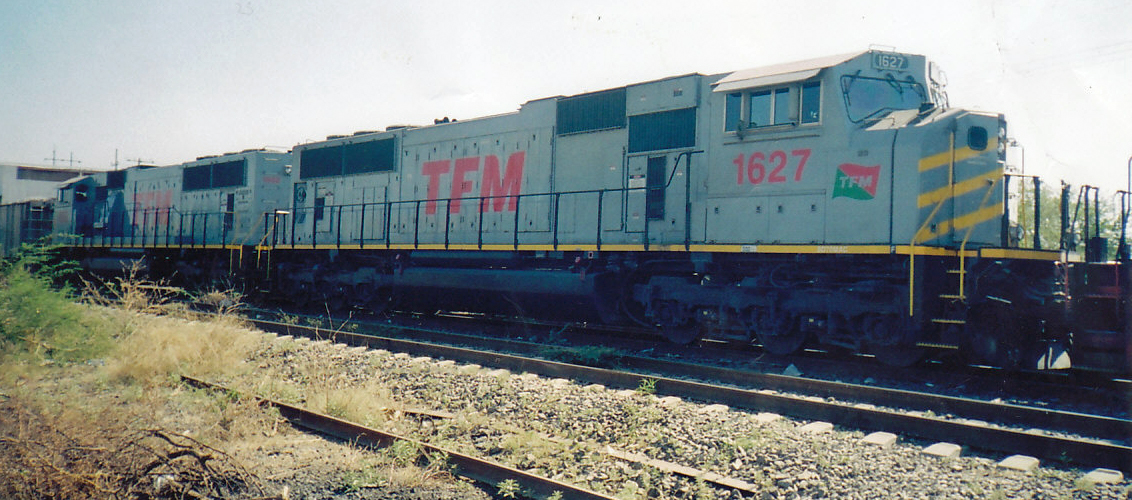
SD70MAC
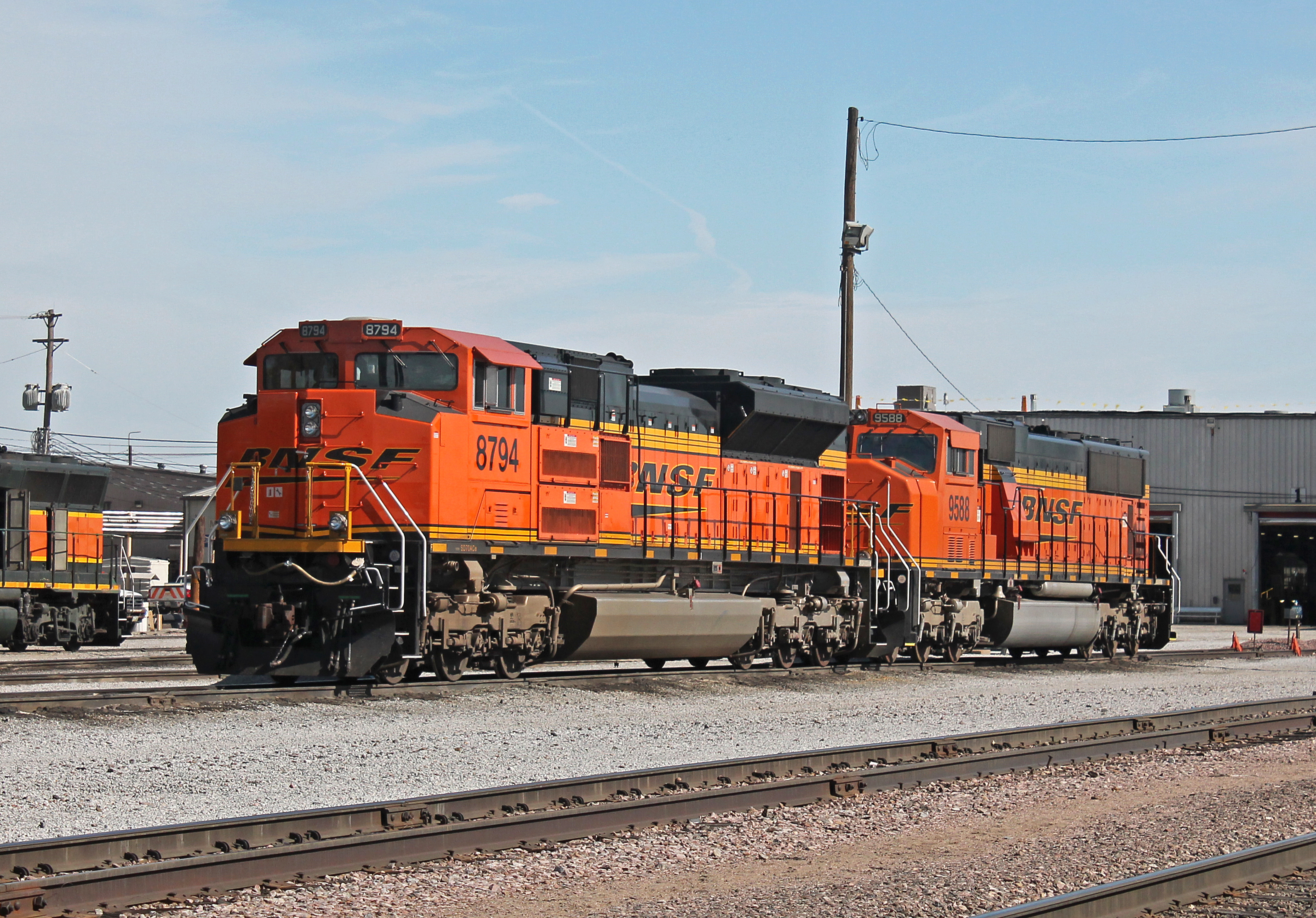
SD70ACe
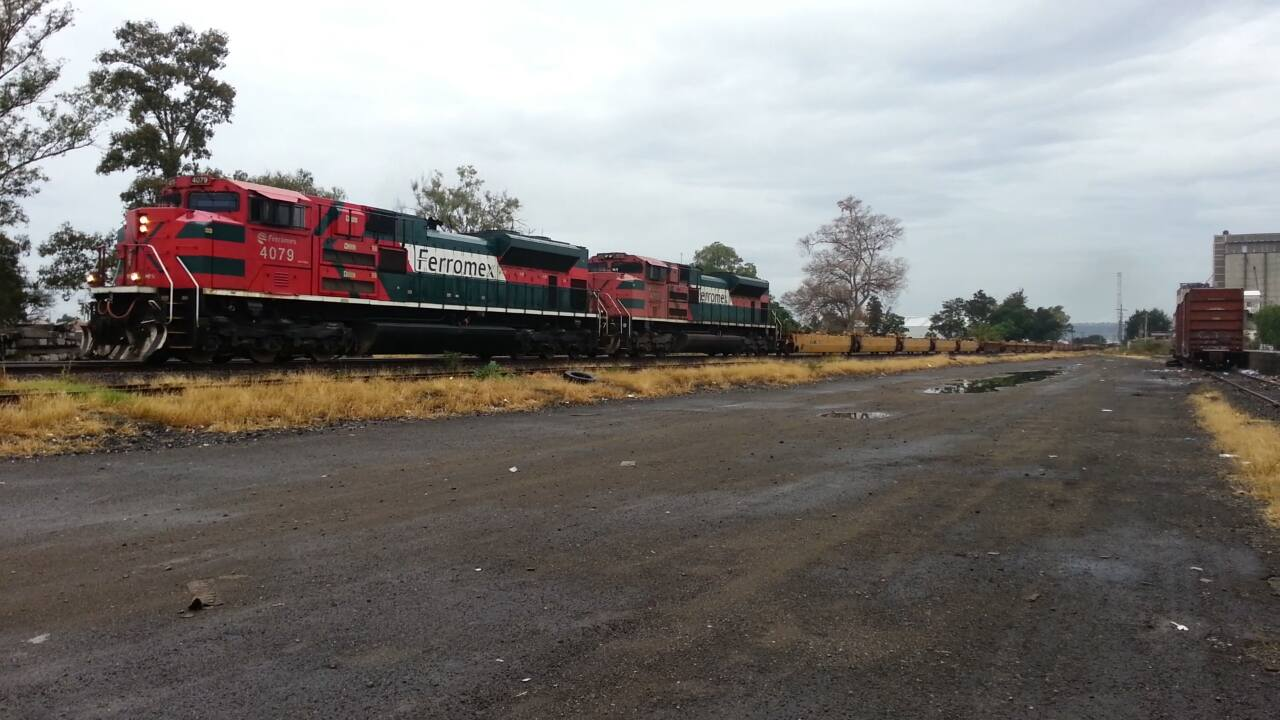
SD70ACe
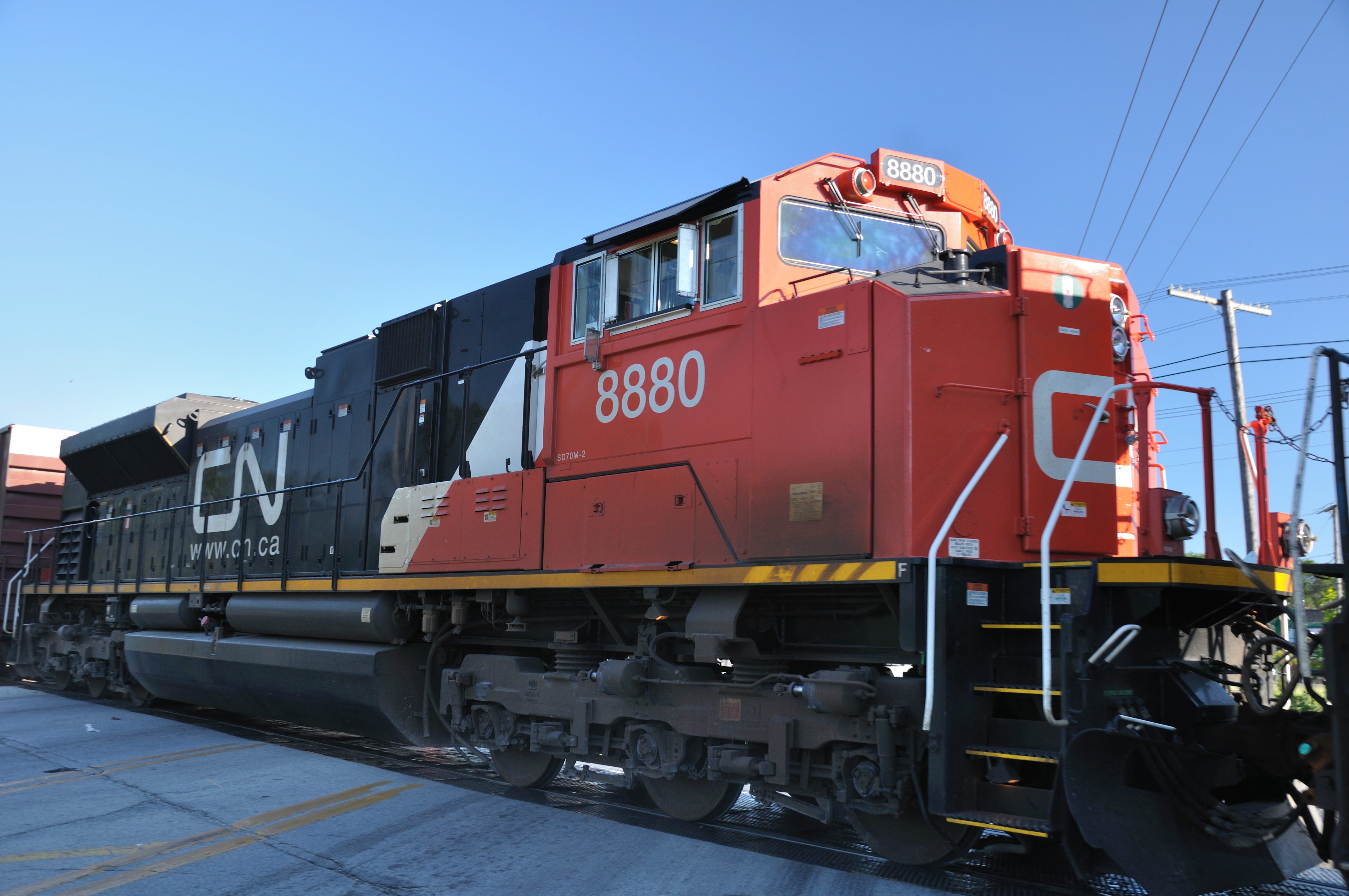
SD70M-2